# Parafia Matki Bożej Nieustającej Pomocy w Hrubieszowie
Parafia Matki Bożej Nieustającej Pomocy w Hrubieszowie – parafia rzymskokatolicka w Hrubieszowie, w dekanacie Hrubieszów Północ. Została erygowana w 1982. Jest prowadzona przez księży diecezjalnych. Jej proboszczem jest ks. Marek Kuśmierczyk. Proboszczem w latach 1983–2020 był ks. prałat Andrzej Puzon. Mieści się przy ulicy Dwernickiego.

## Teren parafii
Parafia obejmuje ulice: Bartłomieja, Batalionów Chłopskich, Chełmska, Chmielna, Cicha, Ciesielczuka strona zach., Dwernickiego, Grabowiecka, Grotthusów, Grunwaldzka, Jagiełły, Komandora Krawczyka, Konopnickiej, Kopernika, Kościuszki, Królowej Jadwigi, Litewska, Matejki, Nowe Osiedle przy Piekarni, Osiedle Lipice (nie ma jeszcze nazw ulic), Przemysłowa, Reja, Rubinowa, Słowackiego, Uchańska, Unii Horodelskiej, Wesoła, Zygmunta Augusta, Żeromskiego, a ponadto miejscowości Dziekanów, Obrowiec, Świerszczów, Teptiuków.
Na terenie parafii, oprócz kościoła parafialnego, znajduje się filialny kościół Matki Boskiej Anielskiej w Dziekanowie oraz kaplica cmentarna, dawny grobowiec rodowy Grotthusów na cmentarzu w Dziekanowie.